# Geografie Norska

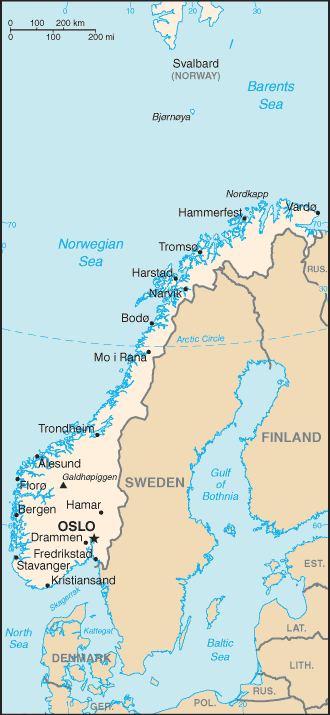
Mapa Norska

Tento článek popisuje geografii Norska, státu který se rozprostírá na Skandinávském poloostrově v severní Evropě.

## Přírodní podmínky
Norsko je jednou z nejsevernější zemí světa a jednou z nejhornatějších zemí v Evropě. Průměrná výška krajiny je 460 metrů nad mořem a 32 % pevniny se rozkládá nad hranicí lesa. Horský masív se táhne napříč celým státem a navazuje pokračováním pohoří ve Skotsku a Irsku, dále protínající celý Atlantský oceán a vystupuje v Severní Americe pod názvem Appalačské pohoří. Geologové se domnívají, že tvořily kdysi jeden celek starého superkontinentu Pangea.
Norsko je země s druhou nejmenší plochou území za severním polárním kruhem ze všech států, které protíná tato zeměpisná rovnoběžka. Tento stát má protáhlý tvar a čítá přibližně 50 000 ostrovů a mělčin.
Norské fjordy charakterizuje symbolika hned dvojího druhu. Jednak představují lákavou krásu přímořské krajiny, jednak typické pobřeží s mořskými zálivy, v jejichž hloubi si Norové už v dobách prvotního osídlování země budovali svá sídliště. Slovo fjord souvisí s norskou formou slovesa "jeti" a ukazuje na velmi ranou potřebu překonávat vodní plochy, které se hluboko zařezávají do souše. Už ve velmi raných dobách se jich začalo využívat i jako dopravních cest spojujících řídce rozmístěné osady na jejich březích. Omezené množství míst, umožňujících stavbu osad v hornatém území, a Severní moře, severovýchodní výběžek Atlantiku v jeho evropské části, se staly základním životním prostorem Norů už v mladší době kamenné.

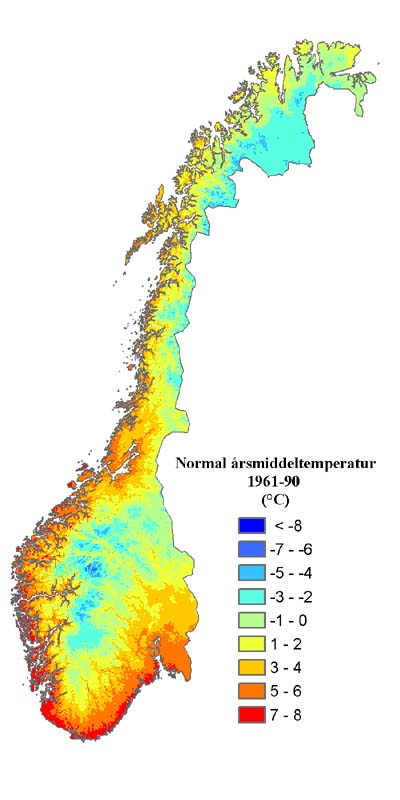
Mapa Norska ukazuje průměrnou teplotu mezi lety 1961 a 1990.

## Geografie

### Plocha státu
- celkem: 324 220 km²
- pevnina: 307 860 km²
- voda: 16 360 km²

S ostrovy Špicberky a Jan Mayen: 385 199 km²

### Pozemní hranice
- celkem: 2 515 km²
- hraniční státy: Finsko 729 km, Švédsko 1 619 km, Rusko 196 km

### Pobřeží
Kontinentální: 25 148 km; včetně ostrovů: 83 281 km

### Námořní teritorium
- přilehlá zóna: 10 námořních mil (19 km)
- kontinentální šelf: 200 námořních mil (370 km)
- výhradní ekonomická zóna státu: 200 námořních mil (370 km)
- teritoriální vody: 4 námořní míle (7 km)

### Časové pásmo, světlo a příliv
V oblasti Norska, která leží severně od polárního kruhu, je v létě půlnoční sluneční svit a v zimě tma. Délka období závisí na zeměpisné šířce. Na nejsevernějším místě Evropy Nordkappu je slunce nad obzorem od 11. května do 31. července a zimní tma zde trvá od 19. listopadu do 22. ledna. Na Špicberkách je toto období od 19. dubna do 23. srpna pro sluneční svit a zimní tmu od 27. října do 14. února. Během noci není na pevnině úplná tma. V severní části země se vyskytuje často polární záře. Občas je tento jev možné zahlédnout i v jiných oblastech.
Norsko používá středoevropský čas. Vzhledem k velmi vzdálené ploše země, jsou zde velké odchylky pro období denního světla. Ve Vardø vychází slunce o 64 minut dříve, a v Bergenu o 39 minut později. V oblasti západního Norska je méně světla ráno a více večer a v oblastech blíže k Finsku je to obráceně. 
Letní čas (UTC +2) začíná poslední nedělí v březnu a končí v poslední neděli v říjnu. Rozdíl mezi odlivem moře je malý na jižním pobřeží Norska a velký v severní části. Například v Oslu 0,30 km a v Trondheimu 2,80 km.

### Podnebí
Nelze si ani představit, že by Norové mohli existovat bez Atlantiku. Jeho vody se ohřívají v subtropických oblastech Karibského moře a Golfského proudu, který je sem proteplené přivádí z mexického přímoří. Golfský proud opouští v podobě teplého proudění americké pobřeží pod jménem "Severoatlantický proud" a pak míjí postupně pobřeží Skotska a Islandu a na další pouti se dotýká celého západního a severního pobřeží Norska. Pravdou sice je, že po tak dlouhé pouti už jeho teplota nedosahuje subtropických hodnot, ale poblíž Severního mysu, na 70° severní šířky má ještě 5 °C nad nulou, a to naprosto dostačuje, aby všechny důležité přístavy v evropské části Severního moře a přístavy v Barentsově moři vůbec nezamrzaly.
Na jaké přízni přírody se tak Norové podílejí, může zřetelně ukázat už pouhé porovnání s regiony odpovídající zeměpisné šíře – například na Aljašce, na Sibiři nebo v Grónsku. V okolí mysu Farvel v jižní části Grónska proplouvají po vodách na 60° severní šířky, tedy o celých 1200 kilometrů jižněji, nežli leží evropský Severní mys, ještě uprostřed léta obrovské ledové kry.
K Norsku přináleží také skupina ostrovů Svalbard (Špicberky), která se rozkládá až po 81° severní šířky, takže zasahuje až do Severního ledového moře. Jenom v těchto místech, na západním břehu hlavního ostrova Špicberk Spitsbergen, umožňují relativně "teplé" vody proudu, který se sem valí od jihu, zmírnit působení arktických vlivů. Ovšem zde, na Špicberkách, vliv proudění definitivně končí.
Severní Atlantik patří z klimatického hlediska k mírnější zóně západních větrů. Právě ony tlačí teplé svrchní vrstvy mořských vod Golfského proudu k pobřežním oblastem západní a severní Evropy. Moře a převládající západní větry přinášejí teplo a hojnost vlhkosti velmi dlouhému severnímu norskému pobřeží a tak přispívají k tomu, že na dlouhém severojižním úseku – je to asi 1000 kilometrů – se vyskytují relativně malé teplotní rozdíly. Tak například město Bergen leží na 61° severní šířky a průměrná lednová teplota je v něm 2 °C, zatímco přístavní město Vardø na Barentsově moři má lednový průměr -5 °C. Naproti tomu se v Norsku vyskytují drasticky rozdílné teploty ve směru západovýchodním. Oslo například leží přibližně 300 kilometrů východně od Bergenu. Průměrná teplota v hlavním norském městě v lednu je -4 °C (to je téměř stejná hodnota, jakou naměřili ve Vardø o 1200 kilometrů severněji!). Zato červencová průměrná teplota 18 °C naměřená v Oslu už představuje bezmála kontinentální podnebí. Je to způsobeno tím, že mořské proudy Severního moře tady už nemají na teploty téměř žádný vliv.
Hlavní příčinou jsou Skandinávské hory vzniklé kaledonským vrásněním (proto bývají nazývané kaledonidy), jejich bariéra, vysoká na západní straně více než 2000 metrů, a nepochybně i vysokohorský charakter severní části Norska. Namísto teplé zimy, chladnějšího léta a vysokého úhrnu srážek (v Bergenu téměř 2000 mm, v některých západních oblastech až 3000 mm ročně) se odtud na východ vyskytují velmi chladné zimy, zato v létě dokonce vedra a bývá tu velmi nízký úhrn srážek (třeba v Gudbrandsdalu naprší jen 300-400 mm za rok).

## Flóra
Přirozená vegetace se drží v hranicích, které stanovují teplota, srážky a kvalita půdy. V bezprostředním okolí Osla a v úzkém pruhu na úpatí hor podél jižního pobřeží ještě rostou v hojné míře listnaté stromy typické po střední Evropu – dub, jilm, jasan, líska, buk i některé další.
Také v klimaticky příznivějším pásu kolem západního pobřeží, zejména v polohách chráněných před větry a přivrácených k slunci – tak je tomu v mnoha fjordech -, mohou tyto stromy celkem dobře prospívat. A tak tu vznikají dokonce i kultury ovocných stromů. Jako například ať poslouží třešňové plantáže v Sørfjordu, severovýchodním prodloužení Hardangerfjordu. Duby se rozšířily až asi po 64° severní šířky, to znamená asi 80 kilometrů severně od Trondheimu.

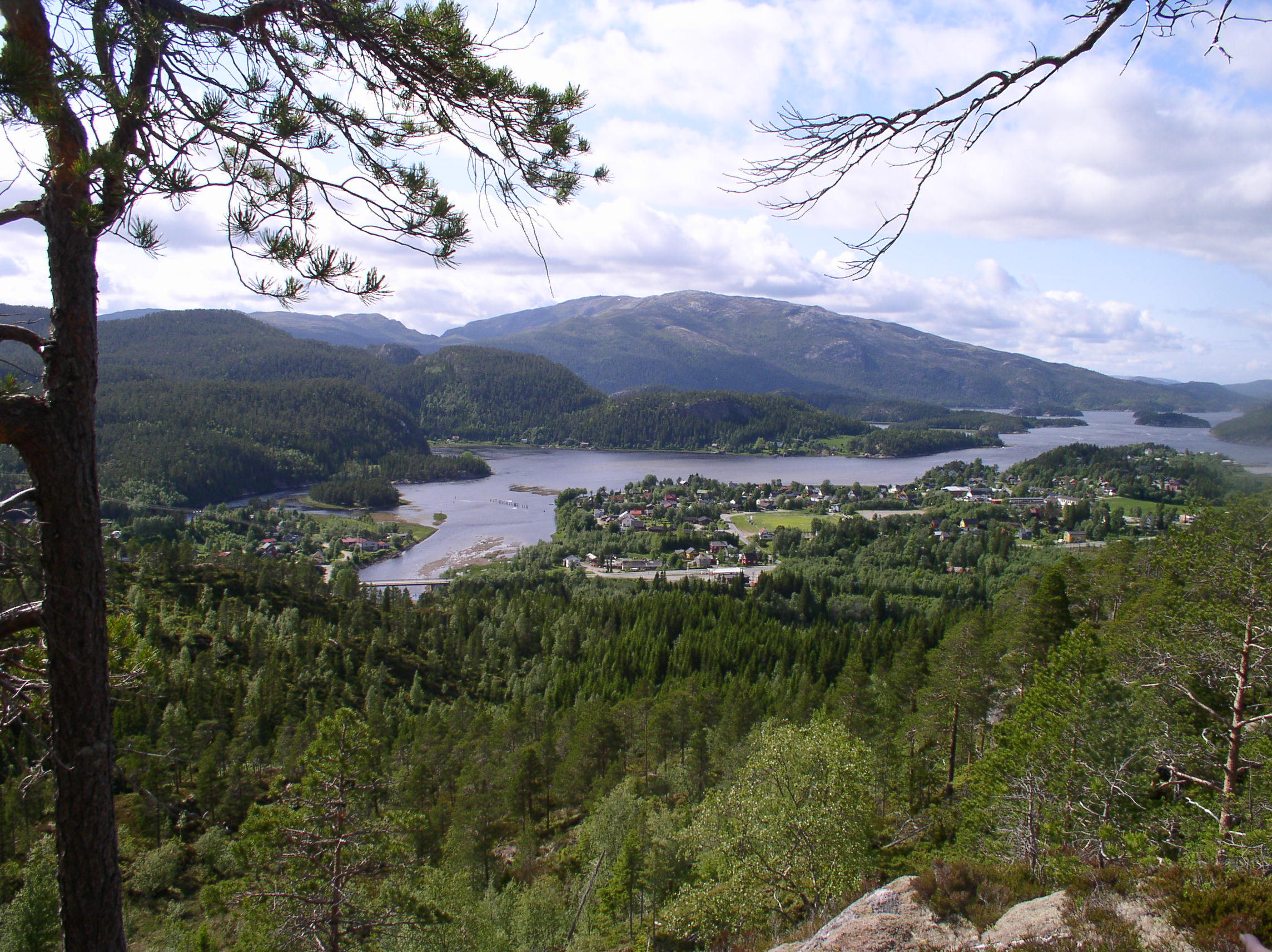
Jehličnaté lesy v Norsku.

Pás jehličnatých lesních porostů na půdě severní Asie a severní Evropy, takzvaná tajga, proniká borovicemi a smrky až do Norska a pokrývá tu dokonce asi 30 % území. Jehličnany jsou ovšem promíseny břízami, jeřáby, osikami i olšemi a listnáči, které se vyskytují na pastvinách. Právě listnáče předvádějí hlavně na podzim velkolepou hru barev na pozadí temně zelených jehličnanů.
Severoasijský smrk (Picea abies obovata) tvoří základ a většinu mezi všemi druhý stromů. Je velmi štíhlý a jeho větve se snadno ohýbají, takže v zimě odolává váze sněhu. Sněhová pokrývka je však aspoň do určité míry pro smrky žádoucí, protože je chrání před zimními mrazy, které stromy vysušují.
Nejsevernější přírodní smrkový les mají Norové v národním parku Saltfjellet-Svartisen. Je to území ležící přibližně na polárním kruhu (66° 33' severní šířky). Borovice, odolávající mrazu nejlépe, si troufá ještě dál na západ, na sever a také do větších nadmořských výšek. Nejodvážnější jsou sosny v národním parku Stabbursdalen v blízkosti Porsangerfjordu – je to až na 70° severní šířky. V tomto malém národním parku se rozkládá nejsevernější borový les na zeměkouli. A 10 kilometrů plochy tohoto velikého ostrova jehličnatého lesa je navíc obklopeno listnatým prstencem bříz.
Bříza Betula tortuosa střídá jehličnaté porosty na místech, kde už jehličnanům přestávají vyhovovat podmínky k růstu; směrem k Arktidě a ve větších nadmořských výškách. Tento druh břízy je typickým stromem mírně zvlněné náhorní roviny Finnmarksviddy na severu Norska. Na tomto rozlehlém území pozvolna přechází flóra typu tajgy ve vegetační pás tundrového typu, jaký je pak zastoupen už jen na pobřežním pásu poloostrovů Nordkinn a Varanger.
Trvale zmrzlá půda tundry zabraňuje růstu stromů. Velmi krátké vegetační období, kdy roztává tenká svrchní vrstva půdy, umožňuje život zakrslým formám vegetace. Hojně se tu vyskytují bříza zakrslá (Betula nana), keře rostoucí na vřesovištích, mechy a lišejníky.
Přechodnou zónu mezi tajgou a tundrou nazýváme lesotundra, protože se tu na jedné straně daří už zmíněné bříze zakrslé a na druhé straně se tu vyskytují rozsáhlé holé plochy bez stromů, porostlé jen mechy, které zejména na jihu Norska pokrývají veliká území ve vyšších polohách hor, jež nepokrývá ledovec. Na dalekém severu sestupuje krajina až k moři.
S vegetačními oblastmi od jihu k severu – listnaté lesy, smrky, dále borovice a břízy až po tundru – se s jistými omezeními i s jako výškovými oblastmi vegetace v norských horách.
V důsledku markantních klimatických protikladů na norském území se výškové stupně utvářejí značně asymetricky. Zimní mírné podnebí podél dlouhého pobřeží Severního moře sice podporuje růst listnatých stromů běžných ve střední Evropě, ale na druhou stranu rostliny typické pro tajgu, jimž nemohou uškodit tuhé mrazy, milují kontinentální letní horka. Těm je právě celý západonorský pobřežní pás s poměrně chladným létem nepříjemně chladný.
Horní vegetační hranice břízy je ve východním, kontinentálním Jotunheimenu, nejvyšší horské oblasti, ve výši asi 1200 metrů (u borovice je to asi 1000 metrů), na západním pobřeží ve stejné zeměpisné šířce klesá pod 500 metrů (borovice na 400 metrů). Borovice si troufá dál na západ než smrk. V poslední době lze vypozorovat přirozené rozšiřování oblastí jehličnanů i severním směrem. Připisuje se to na vrub všeobecnému oteplování podnebí, což je proces, který se v dějinách Země odehrál už častěji.

## Geologie

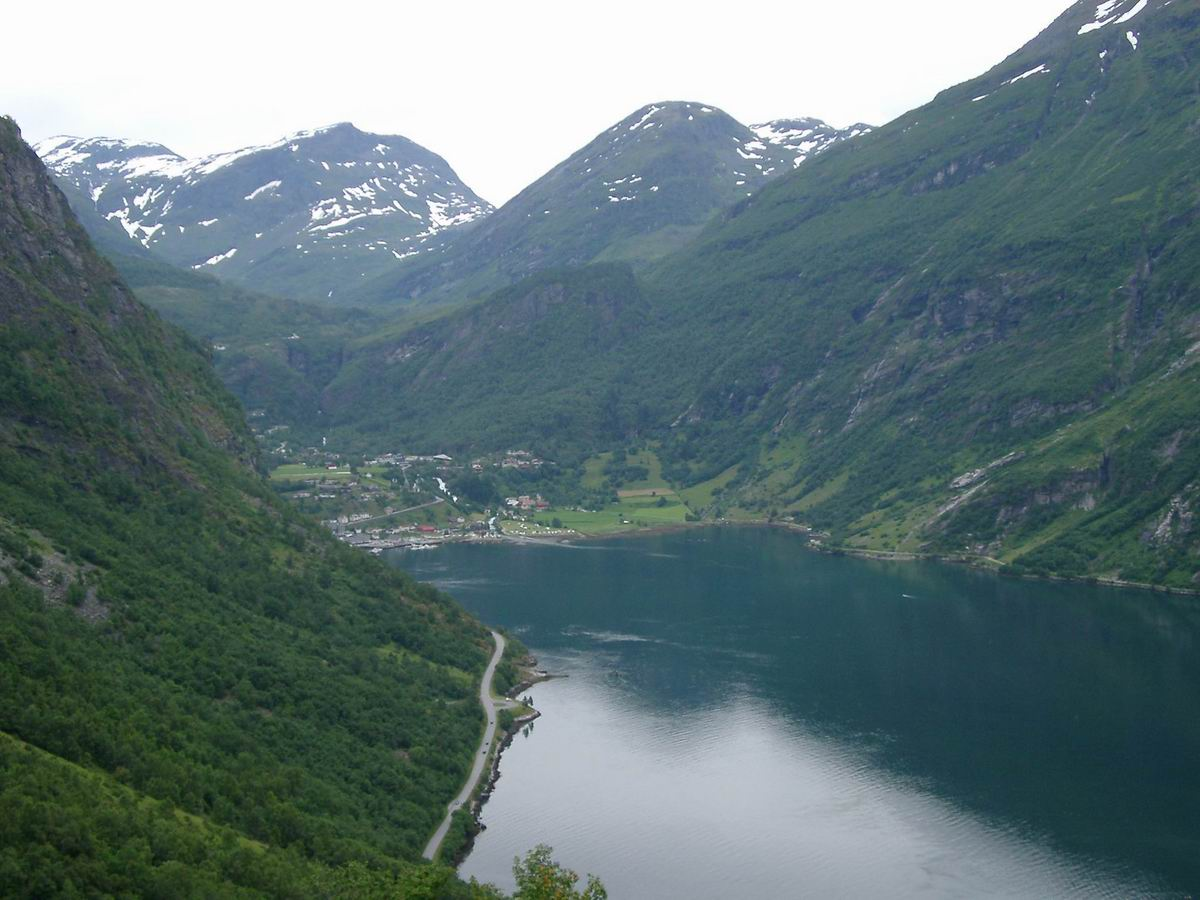
Geirangerfjord

Není snadné sledovat zpětně norskou geologii, protože horniny na jejím území podléhají už déle než 400 milionů let erozi. Země, která zaujímá plochu 323 878 km² a sousedí se Švédskem, Finskem a Ruskem, se rozkládá společně s nimi na rozsáhlém baltském štítu. Ten zde existoval přibližně ve stejné podobě už v pravěku Země, ještě dřív než obydlily naši planetu vyšší formy života.
Až do doby, kdy došlo k prudkému skokovému vývoji života v období kambria, což se odehrálo přibližně před 600 miliony let, se na tomto štítu vytvořila řada pohoří, která však v průběhu času opět zmizela. Celá veliká území na východ od Tanafjordu a také jižnější část Finnmarksviddy jsou součástmi rozsáhlého baltského štítu na severu Norska. Prastarý povrch je pravidelný, místy mírně zvlněný – ale i tam nám dokáže na mnoha místech připravit nečekaná překvapení: Tak třeba geologové objevili u Varangerfjordu takzvané tility, to jsou pravěké morény, které zřejmě svědčí o tom, že se tu už v předkambrijském období vyskytovala zalednění.
Ještě větší plocha baltského štítu pak zasahuje ze středního Švédska až do jihovýchodního Norska. Jsou to části Hedmarky, dále kraje na východ a na západ od příkopu, který se v období permu propadl u Osla, dále větší část Hardangerviddy a Telemarku a pak celý jih země bezmála až ke Stavangeru. Povrch tvoří většinou velmi odolné horniny – rula a žula.
Gustav Vigeland použil těchto jemnozrnných světlých granitů z Iddefjordu, ležícího na východ od Oslofjordu, když tesal své skulptury pro Frognerův park. Také stříbro z Kongsbergu, nikl z Evje a mnoho dalších pokladů pochází z dolů v těchto starých horninách.
Materiál starší než jednu miliardu let vytváří jádro hornin dvou skupin ostrovů – Lofot a Vesterál. Je to svět uzavřený sám do sebe, který ještě působí geologům mnoho vrásek na čele. Lofotveggen, Lofotská stěna, která při pohledu z dálky působí, jako by to byl jednotlivý val, je při bližším pohledu komplex, který se rozpadá na množství silně zerodovaných hlubinných hornin.
Celá zbývající část pobřeží, od Severního mysu až po Stavanger, celý oblouk od Špicberk po Skotsko a Irsko, se před 420 až 400 miliony let zvrásnil v Kaledonské hory, spojil se s baltským štítem a částečně se na něj nasunul. Je těžké představit si, že se v té době několik set metrů silné vrstvy horniny přesouvaly přes základové horstvo – ale nesmíme zapomenout, že se to odehrávalo v časovém úseku několika milionů let. Důkazy pro pohyby hornin tohoto druhu nacházíme v Norsku na mnoha místech. Uveďme aspoň dva příklady: Jednou z nápadných hor, která je také tvarem takřka stejná jako Hardangevidda, je Hårteigen (vysoká 1691 metrů) v západní části největší evropské horské plošiny. V jejích základech jsou ruly baltského štítu, na jehož povrchu se v průběhu pozdějších období uložily sedimenty; ve svrchních vrstvách to byly fylity, které vytvořily ideální plochu pro klouzavý pohyb obrovských hmot kaledonského horského masivu, jež se sem zvolna přibližovaly od západu.
A pak 400 milionů let větrů a drsného počasí daly nově vzniklému povrchu co proto, takže ve východní Viddy dokonce úplně zmizel a na světle božím se opět ukázal baltský štít.
K podobnému úkazu však nedošlo u Hårteigenu. Mimořádně odolný klobouk z rulové horniny – zbytek nasunuté kaledonské vrstvy – na tomto jediném místě chrání spodní vrstvy, které nyní mohou geologové zaměřovat.
Naprosto jiný obraz poskytuje národní park Saltfjellet-Svartisen. Velká část regionu Svartisenu, pokrytá ledovcem Svartisen, a také jeho nejbližší okolí jsou součástmi "kaledonského stropu" – na východ odtud vytvořila eroze v hornině horizontální okno, jež dovoluje průhled na baltský štít.
Když si promítneme stovky milionů let eroze, musíme se divit, jak je tato země hornatá. Nejvyšší štíty se nacházejí v Jotunheimenu: Jsou to hory Glittertind (2464 m) a Galdhøpiggen (2469 m). Ale i mnohá další temena hor podél kaledonského pohoří na diváka působí alpským dojmem. Takovou podobnost mají na svědomí dvě události: pohyb půdy v třetihorách a poslední doba ledová. Ale i období křídy (před 130-70 miliony let) bylo, aspoň z hlediska geologů, značně pohnutou dobou ve vývoji Země. Na severní polokouli planety existoval v tom čase jen jeden kontinent. Ten se rozdělil od jihu zlomem v zemské kůře, z něhož neustále proudilo obrovské množství zemského magmatu. Zároveň se do vznikající a zvětšující se trhliny dralo množství vody – tak vznikal mladý Atlantský oceán.
K definitivnímu oddělení dvou pevnin, Ameriky a Evropy, došlo před 58 miliony let: Tehdy vzniklo i evropské Severní moře. Při těchto pohybech se v severní Evropě poněkud vyklonil skandinávský blok hornin na západní stranu a poněkud se přitom i zvýšil – přičemž se jeho východní strana mírně snížila. Poté většina řek tehdejší Skandinávie začala volně téct ze zvýšeného západního konce bloku hornin východním směrem. Je to jev, který se dá pozorovat ještě dnes na mnohých švédských tocích, které ústí do Botnického zálivu. Na druhé straně se těch několik málo řek, jejichž vody směřují opačným směrem, muselo zařezávat do hor: Čím výš se horstva tyčí, tím dravěji si řeky musely vyrývat údolí, která se podobají stržím a mají tvar písmene V.
Třetihory (období před 70 až 2 miliony let) měly zpočátku mimořádně teplé, takřka tropické podnebí, mnohem teplejší než jaké máme dnes. Toto podnebí se později z neznámých důvodů ochladilo.
Čtvrtohory, to jest nejmladší geologické období, se staly érou ledových dob, které učinily na podobě norské krajiny poslední úpravy. V jejich průběhu se střídala období studená s obdobími teplými. Dodejme jenom, že podnebí teplých period bylo často mnohem teplejší, než je podnebí dnes. Když Skandinávii, podobně jako v současnosti Grónsko, pokrýval několik kilometrů silný ledový krunýř, klesla na celé zeměkouli mořská hladina až o sto metrů. Tento krunýř nejenže zatlačoval celou pevninu severní Evropy do hloubky, ale proměňoval i tvar zemského povrchu pod vrstvou ledu. Tehdy také zmizely uvolněné usazeniny, obsažené horniny byly obroušeny a rozdrásány. Ledovcové splazy se na atlantické straně pohybovaly úzkými říčními údolími a tvarovaly je do průřezu podobnému písmenu U. Mnohdy se táhly dokonce i hluboko pod mořskou hladinu, než narazily na vystupující horninu, u které se odlomily do evropské části Severního moře.
Poslední doba ledová začala přibližně před 100 000 lety a uplynulo asi 10 000 let od doby, kdy se její led až na několik málo zbytků zcela rozpustil. To způsobilo, že se zvedla hladina moří a hluboká a příkrá ledovcová údolí se naplnila vodou. Výsledkem tohoto procesu jsou táhlá jezera a proslule fjordy. Uplynulá doba ledová zanechala Norsku i další dary: V kraji Jåeren, jižně od Stavangeru, uložily ledovce velmi úrodný půdní materiál morén a do mělkých zálivů u Trondheimu a u Osla vhání mořský příliv vodu obsahující hlinité sedimenty. Když se na těchto místech pevnina zbavila ledového břemene, její plocha se zvedla (například v Oslofjordu asi o 200 metrů), postupně vyschla a stala se podkladem mimořádně úrodných polí. Na celém pobřežním pásu od Stavangeru až vysoko na sever nabízí strandflate, plošina připomínající poctivě ohoblované prkno a rozkládající se často na úpatí strmých hor, jediný prostor pro osídlování. Na Lofotách a Vesterålenu vytvářejí pobřežní plošiny dramatický protějšek k členitým horským masivům, které v době ledové dekorativně rozdrásaly ledovce.
Valná část ledovcové suti vytvořila na mnoha místech východní, střední a západní části severní Evropy vrstvy silné několik tisíc metrů. Kam se však poděly spousty zvětralých hornin a organických zbytků, o něž Skandinávie přišla za stovky milionů let vinou eroze? V pravidelném sledu nacházíme tyto sedimetry z pravěku Země, ze středověku i novověku jednak na norském kontinentálním šelfu, jednak na Špicberkách, kde je můžeme vidět jako v otevřené učebnici geologie. Na Vesterålen Andøya o tom na velmi ohraničeném prostoru ve východní části podávají svědectví vrstvy ramså, mimo jiné také uhelné sloje, z období jury a křídy. O naleziště uhlí na Špicberkách je velký zájem a za bohatství ropy mohou Norové děkovat ložiskům v šelfech Severního moře a severního Atlantiku.